# Ferrari SF-23
Ferrari SF-23 (також відомий під внутрішньою назвою, як Project 675) —  болід Формули-1, розроблений і виготовлений Феррарі для участі в чемпіонаті Формули-1 2023. Пілотами стали Шарль Леклер та Карлос Сайнс.

## Розробка і дизайн
22 грудня 2022 року Ferrari оголосила, що автомобіль буде представлено 14 лютого 2023 року. Автомобіль було представлено під назвою SF-23 7 лютого 2023 року, за тиждень до офіційного запуску.

## Результати
| Рік      | Команда          | Двигун         | Шини | Гонщик              | Гран-прі | Гран-прі | Гран-прі | Гран-прі | Гран-прі | Гран-прі | Гран-прі | Гран-прі | Гран-прі | Гран-прі | Гран-прі | Гран-прі | Гран-прі | Гран-прі | Гран-прі | Гран-прі | Гран-прі | Гран-прі | Гран-прі | Гран-прі | Гран-прі | Гран-прі | Очки | Місце |
| Рік      | Команда          | Двигун         | Шини | Гонщик              | БАХ      | САУ      | АВС      | АЗЕ      | МАЯ      | МОН      | ІСП      | КАН      | АВТ      | ВЕЛ      | УГО      | БЕЛ      | НІД      | ІТА      | СІН      | ЯПО      | КАТ      | США      | МЕХ      | САП      | ЛВГ      | АБУ      | Очки | Місце |
| -------- | ---------------- | -------------- | ---- | ------------------- | -------- | -------- | -------- | -------- | -------- | -------- | -------- | -------- | -------- | -------- | -------- | -------- | -------- | -------- | -------- | -------- | -------- | -------- | -------- | -------- | -------- | -------- | ---- | ----- |
| 2023     | Scuderia Ferrari | Ferrari 066/10 | P    | Шарль Леклер        | Схід     | 7        | Схід     | 32       | 7        | 11       | 6        | 4        | 2        | 9        | 7        | 35       | Схід     | 4        | 4        | 4        | 5        | ДСК3     | 3        | НС5      | 2        | 2        | 406  | 3     |
| 2023     | Scuderia Ferrari | Ferrari 066/10 | P    | Карлос Сайнс (мол.) | 4        | 6        | 12       | 5        | 5        | 8        | 5        | 5        | 63       | 10       | 8        | Схід4    | 5        | 3        | 1        | 6        | НС6      | 36       | 4        | 68       | 6        | 18†      | 406  | 3     |
| Джерело: |                  |                |      |                     |          |          |          |          |          |          |          |          |          |          |          |          |          |          |          |          |          |          |          |          |          |          |      |       |